# Petr Sommer (boxer)
Petr Sommer (* 3. března 1947) je bývalý československý a český boxer.

## Sportovní kariéra
Je rodákem z Doksů na Českolipsku, kde žil od svých 3 let. Začínal s lehkou atletikou – vrhem koulí. Během učení v Meziboří se v 15 letech seznámil s boxem v klubu TJ Baník. V 18 letech poprvé nastoupil v prvoligovém zápase za TJ Lokomotivu Děčín po boku olympijského vítěze Bohumila Němečka. V roce 1967 narukoval na vojnu do Olomouce, kde se v klubu Dukla připravoval pod vedením Horymíra Netuky a Alexandra Bögiho. Po skončení vojenské služby se rozhodl v Dukle Olomouc zůstat.
V březnu 1971 nastoupil v reprezentačním dvojutkání Československo vs. Kuba. V obou případech v Praze i Bratislavě porazil v těžké váze nad 81 kg, tehdy ještě bezejmenného, devatenáctiletého Teófila Stevensona. V roce 1972 koncem června, v přípravě na olympijské hry v Mnichově v Nymburce onemocněl infekční žloutenkou a přišel o start na olympijských hrách, kde Kubánec Teófilo Stevenson získal svojí první zlatou olympijskou medaili. V červenci 1973 se potřetí a naposledy utkal se Stevensonem na memorialu Cordova Cardina v Havaně, kde prohrál na body. Jako jeden z mála boxerů v amatérském ringu měl se Stevensonem pozitivní zápasovou bilanci 2:1.
Sportovní kariéru byl nucen ukončit v olympijském roce 1976. V roce 1975 si při soustředění v Nymburce přivodil při fotbale vážný úraz ramene, který mu bránil v další vrcholové přípravě. Po skončení sportovní kariéry se věnoval trenérské práci. Žije nedaleko Doksů v obci Bezděz.

### Výsledky
| Turnaj             | 1971 | 1972 | 1973 | 1974 | 1975 |
| Turnaj             | 24   | 25   | 26   | 27   | 28   |
| Turnaj             | +81  | +81  | +81  | +81  | +81  |
| ------------------ | ---- | ---- | ---- | ---- | ---- |
| Olympijské hry     |      | —    |      |      |      |
| Mistrovství světa  |      |      |      | —    |      |
| Mistrovství Evropy | úč.  |      | úč.  |      | úč.  |

### Mistrovství Evropy
| Mistrovství Evropy                | Mistrovství Evropy                | Mistrovství Evropy                | Mistrovství Evropy                | Mistrovství Evropy                | Mistrovství Evropy                | Mistrovství Evropy                | Mistrovství Evropy                |
| Kolo                              | Výsledek                          | Bilance                           | Soupeř                            | Výsledek                          | Datum                             | Turnaj                            | Místo                             |
| 1975 Mistrovství Evropy nad 81 kg | 1975 Mistrovství Evropy nad 81 kg | 1975 Mistrovství Evropy nad 81 kg | 1975 Mistrovství Evropy nad 81 kg | 1975 Mistrovství Evropy nad 81 kg | 1975 Mistrovství Evropy nad 81 kg | 1975 Mistrovství Evropy nad 81 kg | 1975 Mistrovství Evropy nad 81 kg |
| --------------------------------- | --------------------------------- | --------------------------------- | --------------------------------- | --------------------------------- | --------------------------------- | --------------------------------- | --------------------------------- |
|                                   | prohra                            | 0-3                               | Andrzej Biegalski (POL)           | 0:5                               | 3. června 1975                    | Mistrovství Evropy                | Katovice, Polsko                  |
| 1973 Mistrovství Evropy nad 81 kg |                                   |                                   |                                   |                                   |                                   |                                   |                                   |
|                                   | prohra                            | 0-2                               | Atanas Suvandžiev (BUL)           | 0:5                               | 5. června 1973                    | Mistrovství Evropy                | Bělehrad, Jugoslávie              |
| 1971 Mistrovství Evropy nad 81 kg |                                   |                                   |                                   |                                   |                                   |                                   |                                   |
|                                   | prohra                            | 0-1                               | Lajos Juhász (HUN)                | tech. body                        | 12. června 1971                   | Mistrovství Evropy                | Madrid, Španělsko                 |